# Büren (Neustadt am Rübenberge)
Büren ist ein nördlicher Ortsteil der Stadt Neustadt am Rübenberge in der Region Hannover in Niedersachsen.

## Geografie
Das Dorf liegt in der Nähe der L 191. Südlicher Nachbar ist Wulfelade, westlich liegt Dudensen, östlich Welze, Amedorf und Mandelsloh, nördlich Lutter und Bevensen.

## Geschichte
Büren entstand um 800 als eine von vielen Siedlungen der Gegend im Gefolge der fränkisch-sächsischen Auseinandersetzungen mit den daraus resultierenden Zwangsumsiedlungen. Die erste urkundliche Erwähnung ist unter dem Namen Bueren für das Jahr 1215 belegt. Der Ort wird in zwei weiteren Quellen von etwa 1250 und 1260 unter dem Namen Buren genannt.
Im Jahre 1302 kam Büren mit anderen Gebieten der Grafschaft Wölpe an das Haus Braunschweig-Lüneburg. 1495 fiel der Ort an das Fürstentum Calenberg.
Die Kirche in Büren wird urkundlich im Jahr 1438 das erste Mal erwähnt und 1543 wurde die Reformation eingeführt. Erster und vermutlich einziger Pastor war Bartoldus Nigemeier (um 1543). Vor 1565 wurde die Pfarre als mater combinata mit Dudensen verbunden.
In der Zeit der Religionskriege von 1626 bis 1627 verwüsteten die Tillyschen Soldaten den Ort. Für die Vogtei Mandelsloh erfolgte ab 1737 die Aufstellung der Hand- und Spanndienste. Der geheime Kammer-Sekretär Denicke in Hannover stiftete 1748 die Bürener Schulstelle. Im Jahre 1811 wurde das alte Schulhaus erbaut.
Von 1813 bis 1830 wurden die Steuerzahlungen umgestellt. In diesem Zeitraum etwa fand die Ablösung des Zehnten statt. Ab dem Jahre 1819 begann die Ablösung von Gut und Weide und 1826 entschieden die Einwohner über die Teilung der Bürener Heide. Ab 1844 bis 1849 fand die Verkoppelung der Bürener Feldmark statt. Ein großes Feuer vernichtete 1849 fünf Höfe.
In den Jahren 1894 bis 1898 wurde die Landstraße von Wulfelade über Büren nach Bevensen ausgebaut. Der Ort bekam eine gepflasterte Durchgangsstraße. Zehn Jahre später bekamen auch die Wege im Dorf festes Pflaster.
Das neue Schulhaus wurde 1912 errichtet. Der Lehrer Heinrich Schulze trat seinen Dienst an. Das Kriegerdenkmal für die Gefallenen des Ersten Weltkrieges wurde 1920 eingeweiht. 1933 wurde der Sportplatz an der Lehmkuhle fertiggestellt.
Seit 1963 bekommen die Einwohner ihr Trinkwasser aus der Harzwasserleitung.
Am 1. März 1974 wurde Büren in die Stadt Neustadt am Rübenberge eingegliedert.

### Einwohnerentwicklung
| Jahr      | 1689 | 1768 | 1822 | 1848 | 1852 | 1910 | 1925 | 1933 | 1939 | 1950 |
| Einwohner | 90   | 158  | 194  | 222  | 232  | 245  | 239  | 233  | 212  | 401  |
| Jahr      | 1953 | 1956 | 1961 | 1970 | 2011 | 2016 | 2020 | 2023 | 2024 |      |
| Einwohner | 347  | 323  | 254  | 242  | 265  | 240  | 245  | 239  | 231  |      |

Die älteste Einwohnerin starb 2012 im Alter von 103 Jahren.

### Erlangte Auszeichnungen des Ortes (1976–1987)
- Im Landeswettbewerb Unser Dorf soll schöner werden belegte Büren 1976 den ersten Platz.[19]
- Im Landeswettbewerb Unser Dorf soll schöner werden belegte Büren 1977 nochmals den ersten Platz.[19]
- Der Ort gewann 1981 die Bronzemedaille im Bundeswettbewerb Unser Dorf soll schöner werden.[19]
- Im Landeswettbewerb Unser Dorf soll schöner werden belegte Büren 1987 wieder den ersten Platz.[19]

## Politik

### Ortsrat
Der gemeinsame Ortsrat von Bevensen, Büren und Laderholz setzt sich aus zwei Ratsfrauen und fünf Ratsherren zusammen. Im Ortsrat befinden sich zusätzlich 20 beratende Mitglieder.
Sitzverteilung:
- CDU: 4 Sitze
- SPD: 3 Sitze

(Stand: Kommunalwahl 11. September 2016)

### Ortsbürgermeister
Der Ortsbürgermeister ist Hartmut Evers (CDU). Sein Stellvertreter ist Henno Hasselbring (CDU).

### Chronik der früheren Bürgermeister und Ortsbürgermeister von Büren
Bürgermeister
- 1859–1880: Heinrich Oehlerking[22]
- 1880–1886: Friedrich Biermann[22]
- 1886–1892: Heinrich Rodewald[22]
- 1892–1904: Heinrich Lammers[22]
- 1904–1905: Heinrich Bartling[22]
- 1905–1912: Heinrich Rodewald[22]
- 1912–1915: Wilhelm Meyer[22]
- 1915–1933: August Flentje[22]
- ab 1933: Heinrich Gerves[22]
- 1946–1949: Heinrich Biermann[23]
- 1949–1950: Heinrich Thielking[23]
- 1950–1960: Heinrich Biermann[23]
- 1960–1974: Rudolf Beermann[23]

Ortsbürgermeister
- 1974–1976: Heiner Meyer[23]
- 1976–1995: Friedhelm Dreyer[23]
- 1995–1998: Fritz Schnepel[23]
- 1998–2006: Gerd Kastenschmied
- 2006–2011: Henry Öhlerking[23]

### Wappen
Der Entwurf des Kommunalwappens von Büren stammt von dem Heraldiker und Wappenmaler Gustav Völker, der zahlreiche Wappen in der Region Hannover erschaffen hat. Am 27. August 1952 beschlossen die Gemeindevertreter in einer Sitzung einstimmig, das Wappen und das Siegel zur Genehmigung einzureichen. Das Wappen wurde am 27. April 1953 durch den Niedersächsischen Minister des Innern verliehen.
| Wappen von Büren | Blasonierung: „In Blau ein wachsender, silberner Giebel mit zwei niedersächsischen Pferdeköpfen, bei dem im schwarzen Loch eine silberne Eule sitzt. Oben in Blau zu beiden Seiten ein goldenes Herz schwebend.“ |
| Wappen von Büren | Wappenbegründung: Das Dorf Büren hat seinen Namen von dem althochdeutschen „bur“ (Wohnung), „burion“ -die Form des dativ pluralis- (zu den Wohnungen). Die Eule soll auf den „Uhlenbrook“ hinweisen. Unter dieser Bezeichnung sind zahlreiche, ortsgeschichtliche Arbeiten eines Heimatschriftstellers gesammelt worden. Die Herzen sollen die Heimatliebe verkörpern. |

## Kultur und Sehenswürdigkeiten

### Bauwerke
- Die kleine Fachwerkkirche St. Petri wurde vermutlich 1769 erbaut. Die Kirche bekam 1924 einen neuen Turm. Eine Empore wurde errichtet, eine Glocke, eine Uhr und ein Betglockenwerk angeschafft.[6] Das Gebäude wurde nach aufwendiger Restaurierung 1995 wieder eingeweiht.
- Der Schulze-Lohhof-Gedenkstein in der Bürener Straße erinnert an den Heimatdichter Heinrich Schulze-Lohhof (1889–1956), der Lehrer in Büren war.

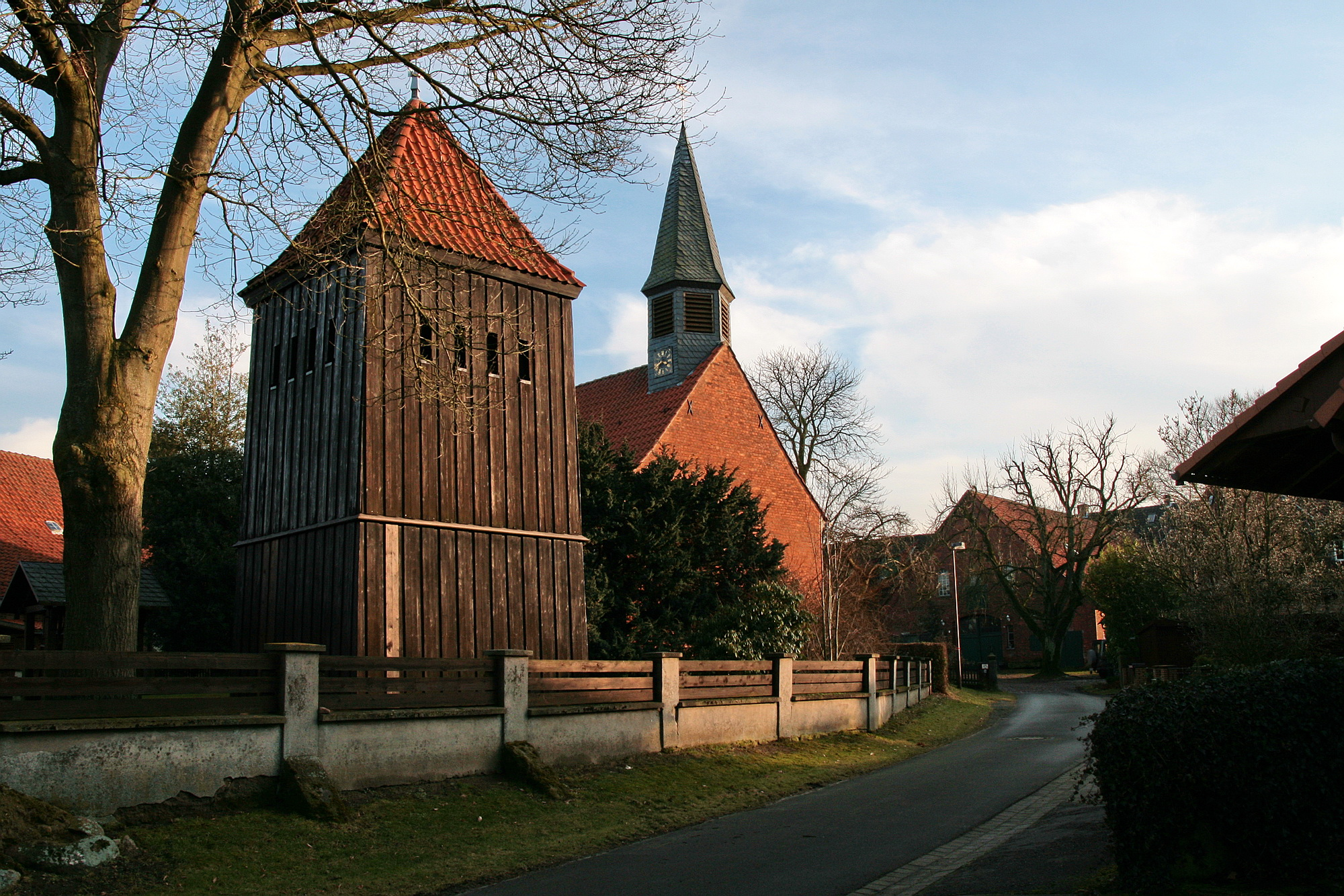
St.-Petri-Kirche
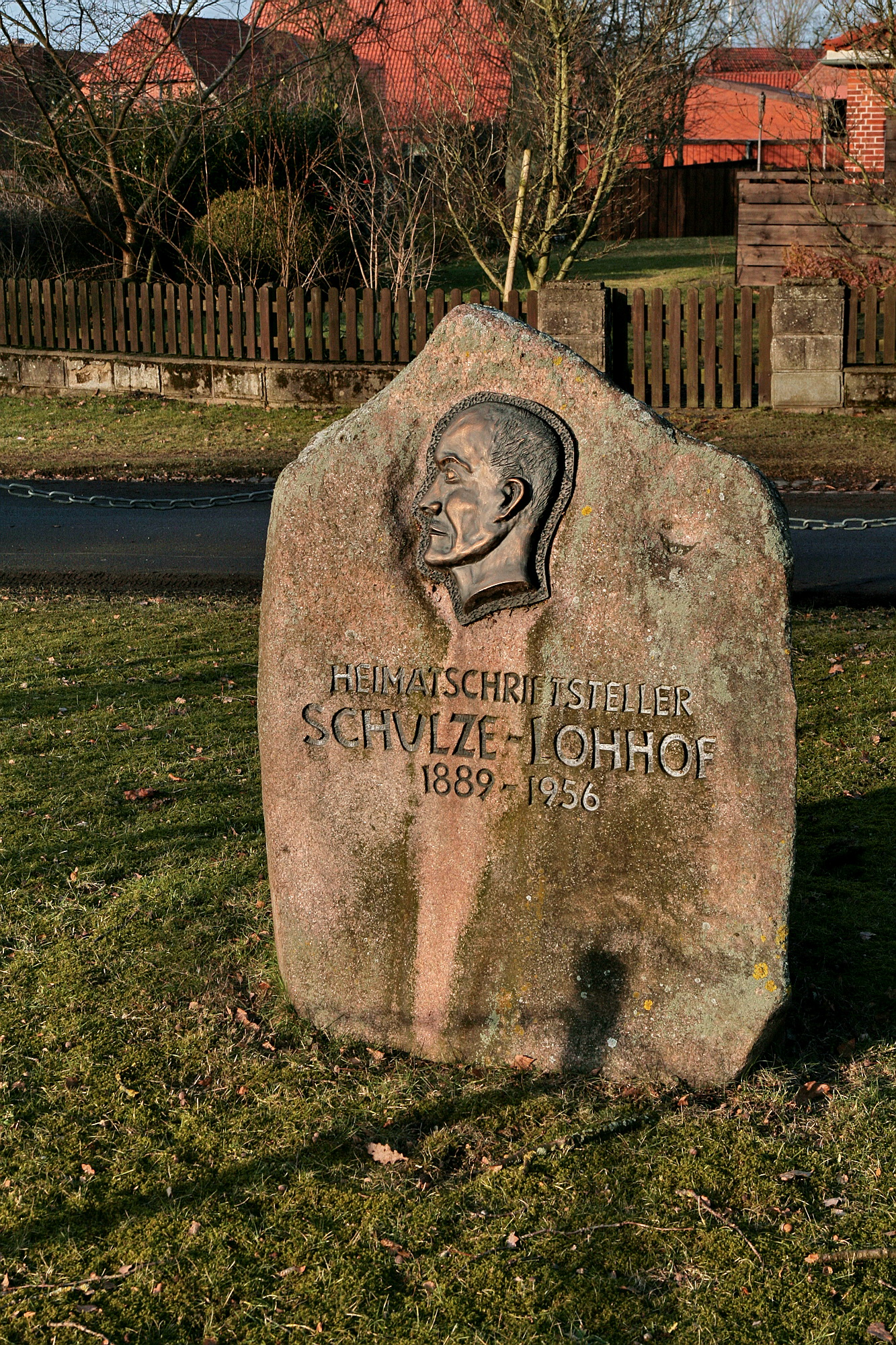
Gedenkstein des Dichters Schulze-Lohhof
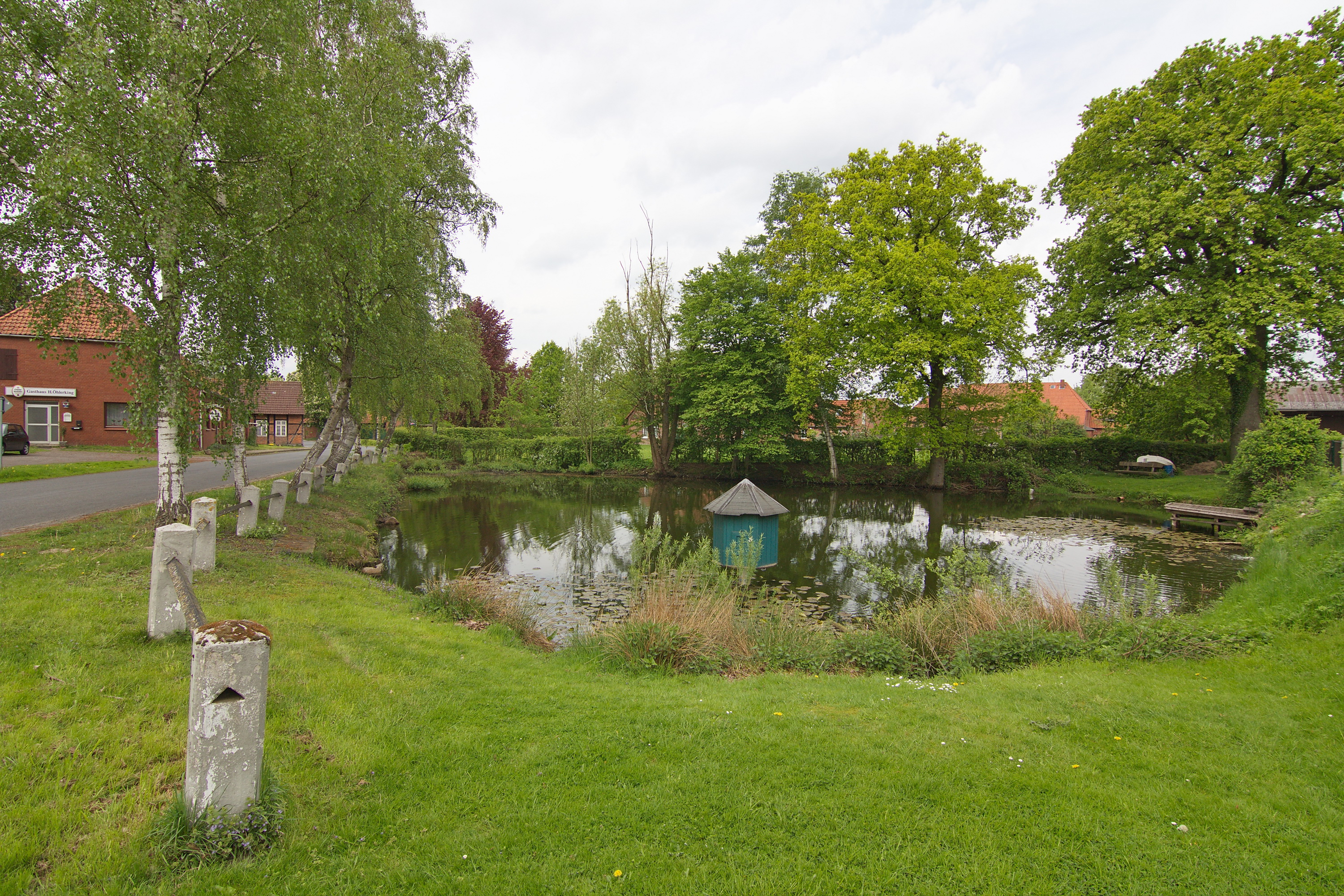
Dorfteich
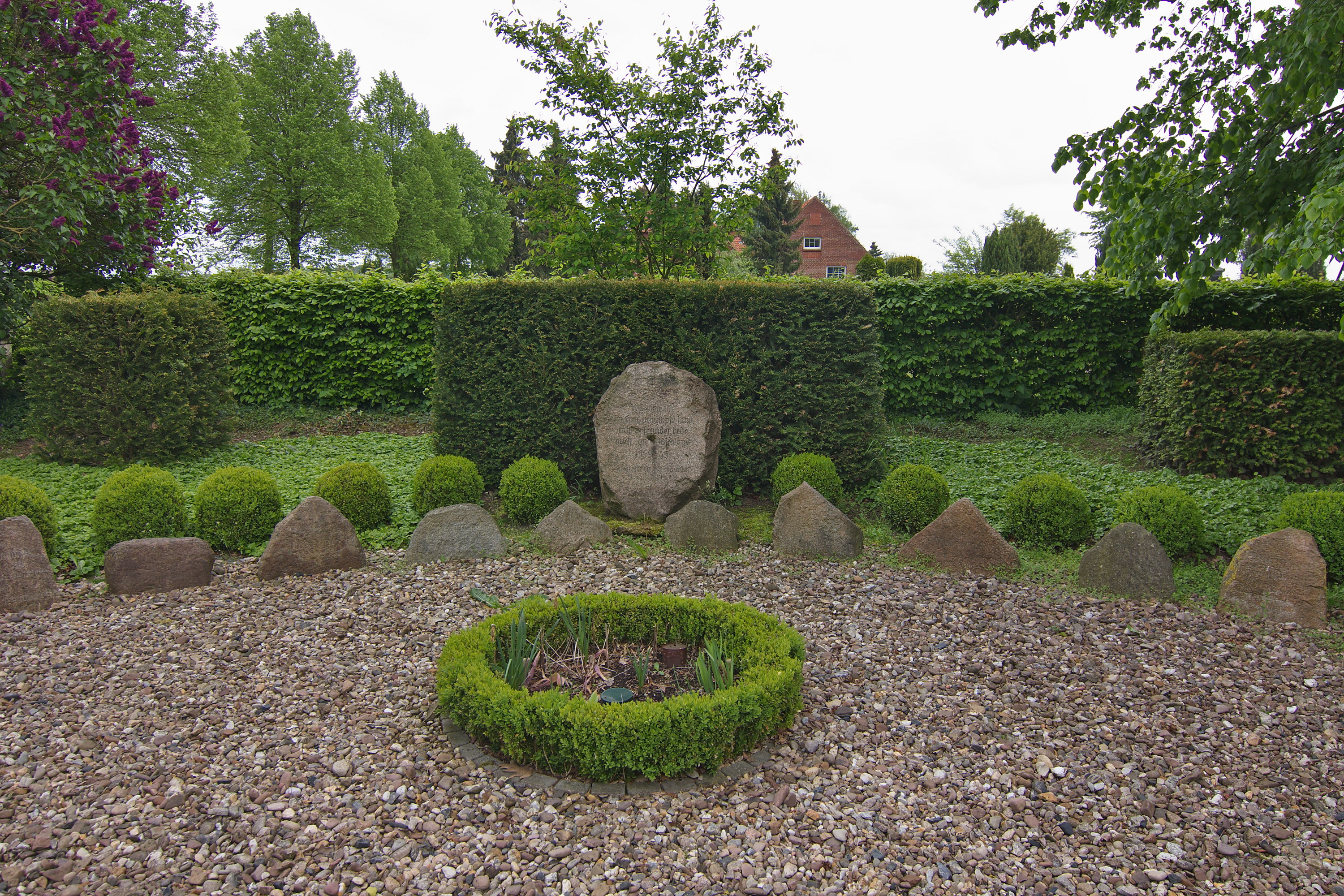
Gedenkstätte

### Baudenkmale
→ Siehe: Liste der Baudenkmale in Neustadt am Rübenberge (Ortsteile links der Leine)

### Sport
- Der Schützenverein wurde 1965 mit 36 Mitgliedern gegründet. Schützenkönig Friedel Thies war der erste Vorsitzende. Die Eintragung ins Vereinsregister erfolgte mit 55 Mitgliedern im Jahre 1970. Von 1971 bis 1972 erfolgte der Bau des Schützenhauses und 1973 kam der Schießstand dazu.[25]

## Wirtschaft
Der Ort hatte 2013 noch fünf bewirtschaftete Bauernhöfe.

## Öffentliche Einrichtungen
- Die Freiwillige Feuerwehr Büren ging 1934 aus dem Männergesangsverein Germania hervor. Die Gründungsmitglieder wählten aus ihren Reihen den ersten Gemeindebrandmeister Heinrich Biermann. Das erste Feuerwehrhaus wurde bis 1973 von der Feuerwehr benutzt. In den Anfangsjahren bekämpften die Feuerwehrleute die Brände mit Handpumpen und Löscheimern, gefüllt aus den vier Teichen im Dorf. Im Jahr 1959 wurde ein Tragkraftspritzenanhänger (TSA) in Dienst gestellt, der anfangs noch von Pferden gezogen wurde. Später übernahm diese Aufgabe ein Traktor. 1976 erhielt die Feuerwehr einen gebrauchten Opel Blitz Baujahr 1958, ein LF 8 mit Vorbaupumpe und TS 8/8 aus Berenbostel, 1982 gab es ein neues TSF, einen sechssitzigen Mercedes. Der Neubau des Feuerwehrhauses begann 1989 mit den Freiwilligen der Feuerwehr, 1990 war es fertig. Im Jahr 2006 erhielt die Feuerwehr eine neue TS 8/8 mit Elektrostarter und 2009 kam das jetzige im Einsatz befindliche Fahrzeug. Die erste Jugendfeuerwehr bestand von 1977 bis 1987, die Neugründung erfolgte im Jahr 1997 und ab 2013 ruhte sie wieder.[26][27]

## Persönlichkeiten
Söhne und Töchter des Ortes
- Heinrich Schulze-Lohhof (1889–1956), Heimatdichter und Lehrer in Büren[28]